# علی اشتری

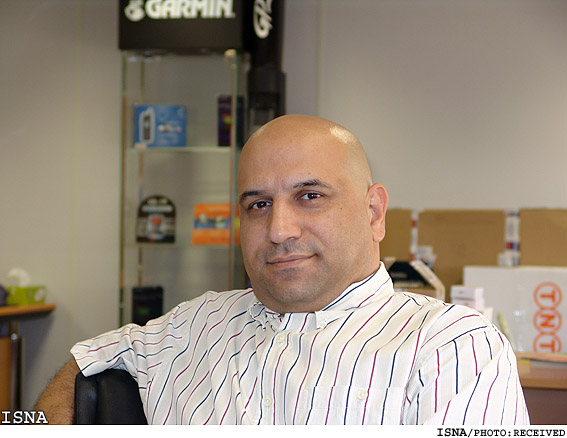

علی اشتری (۱۳۴۴ در تهران – ۲۷ آبان ۱۳۸۷) مهندس زمین‌شناسی اهل ایران و متخصص تجهیزات مخابراتی، حفاظتی و امنیتی بود. اشتری چند شرکت تجاری داشت و مدت ۱۷ سال به واردات تجهیزات فنی مخابراتی و الکترونیکی مشغول بود. او در سال ۱۳۸۷ به جرم جاسوسی برای اسرائیل محاکمه و ۱۰ تیر همان سال به حکم شعبه ۱۵ دادگاه انقلاب تهران به اعدام محکوم و در ۲۷ آبان ۱۳۸۷ اعدام شد.

## پیش‌زمینه
بر اساس ادعای وزارت اطلاعات جمهوری اسلامی ایران او در یکی از سفرهای خارجی به عضویت در موساد درآمد و آنها با روان‌شناسی مناسبی که از مسایل و معضلات اخلاقی، مشکلات خانوادگی و مسایل مالی او داشته‌اند، وی را به سمت همکاری سوق دادند. او پس از دو سه مرحله از ماهیت حقیقی عناصر اطلاعاتی اسرائیل آگاه شد.

## چگونگی جاسوسی
بر اساس ادعای منابع امنیتی ایران، علی اشتری، بدون عبور از فیلترهای ویژهٔ اطلاعاتی کشور، می‌توانست حوزه دسترسی‌هایش را افزایش داده و با افراد گوناگونی ارتباط برقرار کرده و در مجامع داخلی و خارجی حضور یابد. توانایی او در جلب اعتماد مشتریانش باعث شد تا در برخی مراکز مهم کشور و پروژه‌ها مورد مشورت قرار گیرد و او نیز از همین مقدار اطلاعات استفاده و آنها را تحویل سرویس‌های اطلاعاتی اسرائیل می‌کرد.
مدیرکل وقت سازمان ضدجاسوسی وزارت اطلاعات دربارهٔ او چنین گفت:
بنا به شرایط خاص روابط حاکم بین ایران و رژیم صهیونیستی آنها نیز علاقه‌مند به حضور و کسب اطلاع از این مراکز بودند و از جمله خواسته‌های موساد از اشتری علاوه بر کسب اطلاعات از برخی مراکز انتقال اطلاعاتی دربارهٔ برخی از افراد داخل کشور بود و اشتری نیز به خاطر جذابیت‌های شخصی و شخصیتی که داشت موفق شد تا این ارتباط را برقرار کرده و حتی در برخی موارد افرادی را به خارج از کشور برده و به موساد نزدیک کند.
همچنین در مواردی که برخی مراکز ایران از او مشاوره می‌کرده‌اند، او با معرفی قطعات معیوب به کمک موساد، در برخی موارد باعث شکست پروژه‌هایی شد که در برخی زمینه‌ها غیرقابل جبران است.
مبالغی را که او از موساد دریافت می‌کرده است به صورت جاسازی شده بوده است. در این باره مدیرکل سازمان ضدجاسوسی وزارت اطلاعات می‌گوید:
او نیز به این رفتار سرویس اطلاعاتی حریف شک کرده و همسرش نیز نسبت به این مسئله اعتراض می‌کرد که چرا چنین می‌کنند و حتی خواهان این بودند که کیف‌هایی که پول در آنها جاسازی شده را بعد از خارج کردن پول از بین ببرند اما وی به این مسایل توجه نکرد و همچنان به پنهانکاری‌های خود ادامه داد.

## آگاهی وزارت اطلاعات و اعترافات
مدیرکل وقت سازمان ضدجاسوسی وزارت اطلاعات دربارهٔ چگونگی شناسایی و دستگیری او چنین گفت:
ما روی مراکز مهم کشور و رفت‌وآمدهای انجام شده در آنها نظارت و کنترل داریم و یکی از آدم‌هایی که دیدیم رفت‌وآمدش به این مراکز بیش از حد است، همین جاسوس بود و بعد از آنکه کارهای لازم را انجام دادیم و سفرهای خارجی او را کنترل کردیم متوجه شدیم که این فرد با سرویس اطلاعاتی موساد همکاری دارد.
او در همان مراحل اولیه دستگیری به تمام همکاری‌های خود اعتراف کرده است. اگرچه بر پایهٔ ادعای مدیرکل وقت سازمان ضدجاسوسی وزارت اطلاعات، آن‌ها در مدتی که او را تحت کنترل داشتند از ۹۰ درصد همکاری‌هایی که اشتری داشت، آگاهی پیدا کرده‌بودند که با اعتراف اشتری ۱۰ درصد باقیمانده نیز روشن شد.
وزارت اطلاعات ادعا می‌کند که از یک سال پیش از دستگیری او را تحت نظر داشته است و در برخی موارد با قرار دادن افرادی در مسیرش سرویس اطلاعاتی حریف را به بیراهه کشانده است. حکم اعدام علی اشتری در سحرگاه روز ۲۷ آبان ۱۳۸۷ اجرا گردید.